# Lake Oswego
Lake Oswego é uma cidade localizada no estado norte-americano de Oregon, no Condado de Clackamas e Condado de Multnomah e Condado de Washington.

## Demografia
Segundo o censo norte-americano de 2000, a sua população era de 35.278 habitantes.
Em 2006, foi estimada uma população de 36.713, um aumento de 1435 (4.1%).

## Geografia
De acordo com o United States Census Bureau tem uma área de
28,4 km², dos quais 26,8 km² cobertos por terra e 1,6 km² cobertos por água. Lake Oswego localiza-se a aproximadamente 14 m acima do nível do mar.

## Localidades na vizinhança
O diagrama seguinte representa as localidades num raio de 8 km ao redor de Lake Oswego.